# Jana Lahodová
Jana Lahodová, född den 4 juni 1957 i Hradec Králové, Tjeckoslovakien, (numera Tjeckien), död 15 oktober 2010, var en tjeckoslovakisk landhockeyspelare.
Hon tog OS-silver i damernas landhockeyturnering i samband med de olympiska landhockeytävlingarna 1980 i Moskva.